# Голям Кръстец
Голям Кръстец е връх в Калоферска планина, централна Стара Планина. Висок е 2034 м.

## Местоположение
Скалистият ръб Кръстците представлява внушителен каменен гребен с алпийски профил. Източно от връх Голям Купен са разположени първо връх Малък Кръстец и след него на изток връх Голям Кръстец. Представлява тесен, силно насечен ръб с различни по големина скални жандарми. Северните склонове на Кръстците са стръмни, труднодостъпни, прорязани от няколко потока даващи началото на река Дебелешница. При връх Голям Кръстец, в северна посока, се отделя непристъпният страничен рид Гребена.
По билото на Кръстците е прокарана тясна, маркирана пътека, която отчасти подсича, отчасти изкачва отделните жандарми. Маркировката е в лошо състояние и лесно може да бъде изгубена. Преминаването по ръба трябва да става много внимателно, особено в района на връх Голям Кръстец. Зимният траверс е възможен само при значителна физическа подготовка и използване на алпийска техника.

## Име
Името на масива Кръстците (Голям и Малък Кръстец) е свързано отново с легендата за Крали Марко – тук са били кръстците с житото му.

## Туризъм

### Маршрути
Върхът се изкачва като част от зимния алпийски траверс х. Добрила – Връх Ботев. От юг Кръстците, макар и стръмни, са по-лесно достъпни. При разваляне на времето и при съществен риск е възможно аварийно слизане към м. Топалица, посока горския пояс и хижа Васил Левски.